# Тужин (Куявсько-Поморське воєводство)
Тужин (пол. Turzyn) — село в Польщі, у гміні Кциня Накельського повіту Куявсько-Поморського воєводства.
Населення — 300 осіб (2011).
У 1975-1998 роках село належало до Бидгощського воєводства.

## Демографія
Демографічна структура станом на 31 березня 2011 року:
|          | Загалом | Допрацездатний вік | Працездатний вік | Постпрацездатний вік |
| -------- | ------- | ------------------ | ---------------- | -------------------- |
| Чоловіки | 153     | 39                 | 99               | 15                   |
| Жінки    | 147     | 36                 | 88               | 23                   |
| Разом    | 300     | 75                 | 187              | 38                   |